# پایگاه هوایی حمیمیم
پایگاه هوایی حمیمیم یا حمیمیم (به عربی: قاعدة حميميم الجوية) پایگاه هوایی در جنوب شرق لاذقیه در سوریه است که فعلاً روسیه از آن استفاده می‌کند. برخی از امکانات بین این پایگاه هوایی و فرودگاه بین‌المللی باسل الاسد مشترک است؛ ولی فعلاً فقط پرسنل روس از آن استفاده می‌کند. سوریه در ژانویه ۲۰۱۷ طی قراردادی به مدت ۴۹ سال حق استفاده از آن را به روسیه داد که پس از آن ۲۵ سال دیگر تمدید شد.

## نام
نام این پایگاه هوایی حمیمیم یک نام عربی محلی است که به صورت خمیمیم در روسی تلفظ می‌شود.

## تاریخچه
پایگاه هوایی حمیمیم در سال ۲۰۱۵ میلادی به عنوان یکی از مراکز استراتژیک عملیات نظامی روسیه علیه داعش در مجاورت فرودگاه بین‌المللی باسل اسد ساخته شد. آمریکا در اوایل سپتامبر ۲۰۱۵ میلادی از وجود این پایگاه متعلق به روسیه مطلع شد و رسما آن را اعلام کرد. مقامات آمریکایی اعلام کردند این موضوع می‌تواند باعث تشدید درگیری‌ها در سوریه شود. این پایگاه هوایی در ۳۰ سپتامبر ۲۰۱۵ میلادی عملیاتی شد.
در سپتامبر ۲۰۱۵ تروریست‌ها ظاهراً با استفاده از موشک‌های گراد به این پایگاه هوایی حمله کردند.
در پایان سپتامبر ۲۰۱۵ میلادی فیلیپ بریدلاو فرمانده بخش اروپایی ناتو گفت زیر ساخت‌های پیشرفته نظامی روسیه در این پایگاه شامل سیستم‌های دفاع ضدهوایی عملاً یک منطقه پروازممنوع ایجاد می‌کند. این امکانات باعث به وجود آمدن حباب  دسترسی‌ناپذیری/جلوگیری از دسترسی که با نام A2/AD نیز شناخته می‌شود شده و اسباب منع دسترسی به شرق مدیترانه می‌شود. این سومین منطقه‌ای است که روسیه در اطراف اروپا ایجاد و دسترسی به آن را قطع می‌کند.
پرنده سوخو-۲۴ روسی که در ۲۴ نوامبر ۲۰۱۵ با شلیک ترکیه در حال بازگشت به حمیمیم بود. در ۲۵ دسامبر ۲۰۱۶ هواپیمای روسی توپولف تو-۱۵۴ ارتش روسیه در حال پرواز از سوچی به حمیمیم بود که سقوط کرد و تمامی سرنشینان آن کشته شدند.

## عملیات
زیرساخت‌های جدید این مرکز همه از ابتدا ساخته شد. ظرف چند ماه در سال ۲۰۱۵ مقداری امکانات رفاهی و وسایل تهویه برای حدود هزار نفر تهیه و راه‌اندازی شد. سایر امکانات، نظیر برج کنترل ترافیک هوایی، افزونه باند، انبار، آشپزخانه صحرایی و ایستگاه‌های سوخت‌گیری نیز به مرور تهیه شد. این وسایل یا به‌طور مستقیم از روسیه منتقل می‌شد یا از بندر طرطوس در پنجاه کیلومتری (۳۱ مایلی) به این منطقه آورده می‌شد.
در این پایگاه امکان استقرار و رفت‌وآمد هواپیمای مخصوص حمل و نقل نظیر آنتونوف An-124 روسلان و ایلیوشین ۷۶ وجود دارد و بیش از پنجاه هواپیمای نظامی از جمله سوخو SU-24s، سوخو SU-25S و سوخو SU-34S در آن امکان تردد دارند. علاوه بر این، تعدادی تانک تی-۹۰، وسایل نقلیه BTR-82، توپ‌خانه، اسلحه Mil-Mi-24 و هلی‌کوپترهای پشتیبانی Mil-Mi-8 در این پایگاه مستقر شده است.
پس از آنکه یک هواپیمای نظامی ترکیه، یک فروند هواپیمای سوخو-۲۴ روسیه را در تاریخ ۲۴ نوامبر ۲۰۱۵ میلادی بر فراز خاک سوریه هدف قرار داد ارتش روسیه اقدام به نصب یک سیستم دفاع موشکی S-400 در این منطقه کرد تا بتواند از فضای هوایی خود بین جنوب ترکیه تا شمال اسرائیل دفاع کند.
در اواخر ژانویه ۲۰۱۶ میلادی چندین فروند هواپیمای سوخو-۳۵ و در فوریه ۲۰۱۶ یک فروند هواپیمای توپولف Tu-214R در این پایگاه مستقر شد.
در اواخر فوریه ۲۰۱۶ و پیرو مذاکرات صلح ژنو، روسیه اقدام به تأسیس یک مرکز در این پایگاه هوایی برای هماهنگی بین طرف‌های متخاصم و «کمک حداکثری» به طرفین به منظور آتش‌بس کرد. البته این آتش‌بس شامل داعش، النصره و سایر گروه‌های تروریستی (به تعیین شورای امنیت سازمان ملل) نمی‌شود.
در ۱۴ مارس ۲۰۱۶ میلادی، پوتین اعلام کرد نیروهای روسی را از سوریه بیرون می‌برد ولی حمیمیم هم‌چنان به عنوان یک پایگاه هوایی روسیه مورد استفاده قرار می‌گیرد. از سپتامبر ۲۰۱۵ میلادی تاکنون بیش از ۹ هزار عملیات پروازی از این پایگاه صورت گرفته است.
در نوامبر ۲۰۱۶ میلادی، هنگامی که یکی از جنگنده‌های MiG-29K به خاطر نقص کابل در ناو آدمیرال کوزنتسوف نابود شد، تصاویر ماهواره‌ای نشان داد که دست کم بخشی از ناوگان هوایی جنگنده‌های MiG-29K و سوخو SU-33 در حمیمیم مستقر شده است.
بنا بر گزارش‌ها، هنگ ششم GRU روسیه یک ایستگاه سیگنال‌های اطلاعاتی در این پایگاه تأسیس کرده و اداره می‌کند.

## وضعیت حقوقی

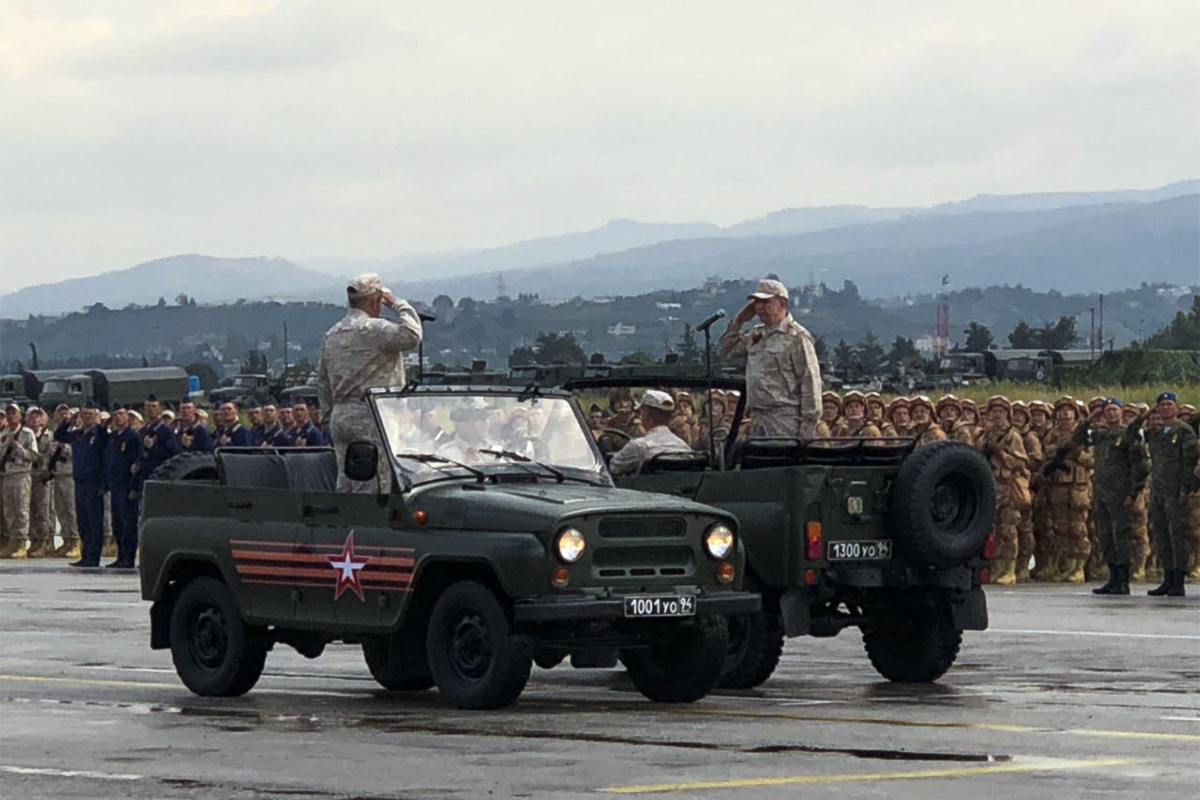
در ۹ می ۲۰۱۸، یک رژه نظامی به مناسبت هفتاد و سومین سالگرد پیروزی در جنگ بزرگ میهنی در پایگاه هوایی حمیمیم برگزار شد.

امکانات و تجهیزات داخل این پایگاه هوایی در حال حاضر در کنترل ارتش فدراسیون روسیه است که طی توافق‌نامه‌ای که با دولت دمشق به امضا رسانده است از آن استفاده می‌کند. دولت سوریه مسئولیت حافظت از محیط پایگاه را بر عهده گرفته و روسیه مسئولیت دفاع هوایی و نظارت بر پرسنل پایگاه را بر عهده گرفته است. این توافق‌نامه در تاریخ ۱۸ ژانویه ۲۰۱۷ میلادی امضا شد و نسخه‌های روسی و عربی آن ارزش برابر دارند. مدت زمان این قرارداد ۴۹ سال است و بندی برای تمدید محرمانه آن برای ۲۵ سال دیگر در آن گنجانده شده است.